# Urinflasche

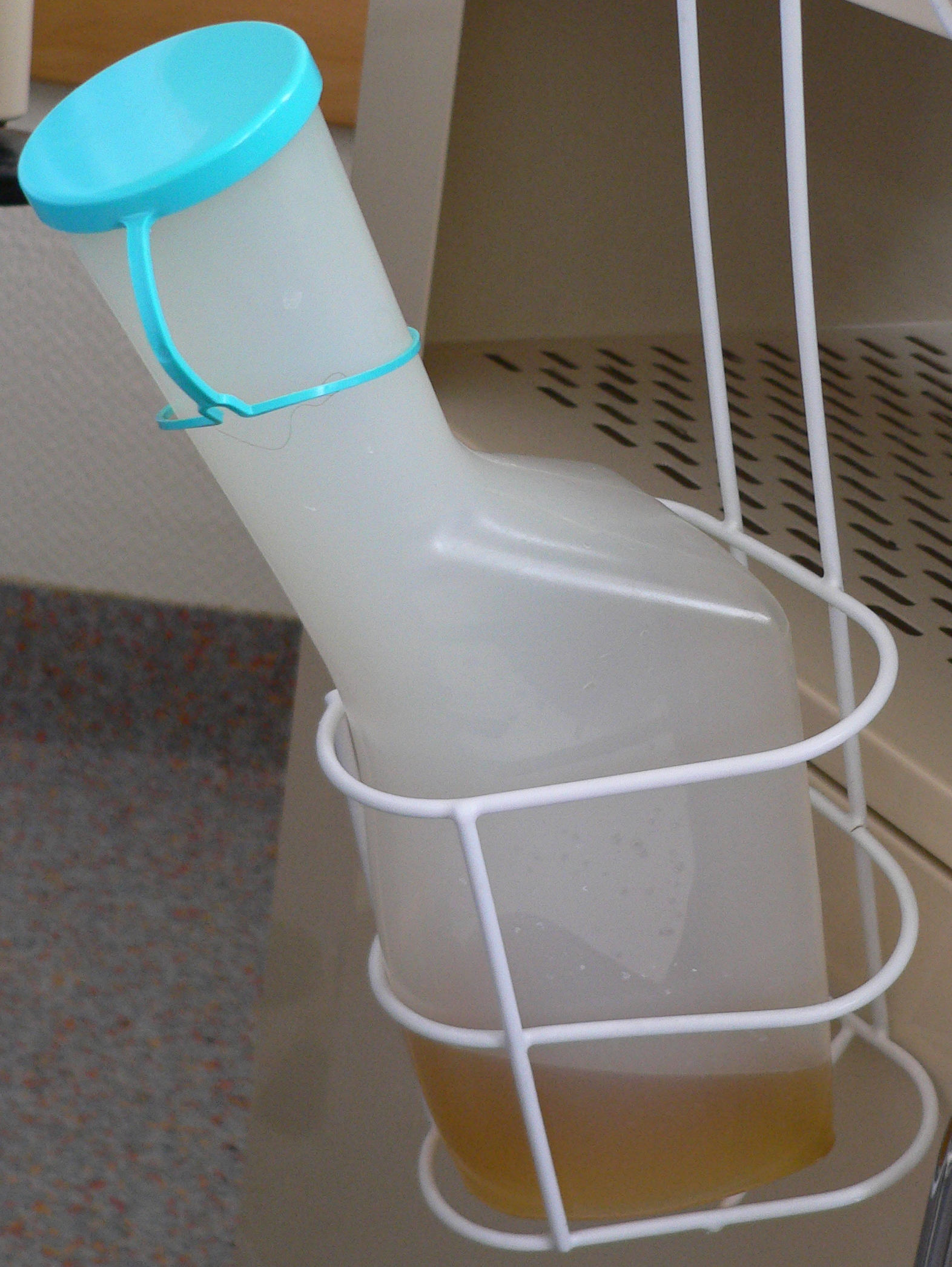
Urinflasche in Drahthalterung

Eine Urinflasche (auch Urinente, Ente oder Pissente genannt) ist ein in Krankenhäusern, der Langzeitpflege und bei Rettungsdiensten verwendetes Gefäß, um den Urin eines Patienten aufzufangen.

## Eigenschaften
Eine Urinflasche ist zunächst für das männliche Glied konstruiert. Für Frauen gibt es anatomisch angepasste Formen. Urinflaschen wurden früher aus Glas gefertigt und sind heute aus transparentem oder halbtransparentem Kunststoff hergestellt. Sie haben eine Skalierung, um die Menge des Inhalts ablesen zu können, sind teilweise mit einem Deckel verschließbar und mit einer Halterung am Pflege- oder Krankenhausbett anzubringen. Urinflaschen werden in Steckbeckenspülern gereinigt und desinfiziert.

## Einsatzbereiche
Im Krankenhaus wird die Urinflasche meist bei bettlägerigen Patienten eingesetzt, die nicht aus eigener Kraft zur Toilette gehen können, beispielsweise weil sie durch eine Operation vorübergehend geschwächt sind. In den Transportmitteln des Rettungsdienstes werden Urinflaschen vorgehalten und bei inkontinenten Patienten oder auf längeren Verlegungsfahrten verwendet.
Aber auch bei längeren Autofahren, beim Camping oder als Notfall-Utensil findet die Urinflasche ihren Einsatz.

### Verwendung bei Männern
Männern ist es aufgrund der Anatomie des Geschlechtsteils möglich, Urinenten in verschiedenen Positionen und Lagen zu verwenden. Somit ist das Urinieren im Stehen, Liegen oder Sitzen nahezu problemlos möglich.

### Verwendung bei Frauen
Für Frauen hingegen ist die Auswahl kleiner bzw. angepasst. Spezielle Trichter(aufsätze) für Urinflaschen, welche wiederum mit einem speziellen Schlauch verlängert werden können, erlauben es auch ihnen, eine Urinflasche im Stehen, Liegen oder Sitzen zu verwenden.

## Materialien
Urinflaschen werden hauptsächlich aus drei verschiedenen Materialien gefertigt: Kunststoff, nichtrostender Stahl und Glas.
Je nachdem, wie häufig dieses Hilfsmittel verwendet wird, ist die Wahl des passenden Fertigungsmaterials entscheidend. Zu achten ist auf die Bruchsicherheit, die Auslaufsicherheit und die Reinigungsmöglichkeit der Urinflasche.

### Urinflaschen aus Kunststoff
Der überwiegende Teil aller Urinenten wird aus Kunststoff gefertigt. Einerseits sind dadurch die Herstellkosten besonders gering, andererseits sind diese robuster als jene aus Glas. Ein Nachteil wiederum ist, dass vor allem transparente Flaschen schnell vergilben können. Viele Hersteller bieten daher blickdichte, eingefärbte Urinflaschen an.

### Urinflaschen aus nichtrostendem Stahl
Aus Stahl gefertigte Produkte sind, was die Robustheit und Widerstandsfähigkeit betrifft, vergleichbar mit Urinenten aus Kunststoff. Ihr großer Nachteil ist, dass sie meist eine etwas angeraute Oberfläche haben, was das Festsetzen von Harnrückständen begünstigt.
Hinzu kommt, dass Stahl gut Wärme leitet und sich daher kühl anfühlt, was bei den Anwendern, sowohl Männer als auch Frauen, als unangenehm empfunden werden kann.

### Urinflaschen aus Glas
Besonders pflegeleicht sind Urinenten aus Glas, gleichzeitig jedoch relativ schwer. Je nach Größe kann eine benutzte Urinflasche mehrere hundert Gramm wiegen. Im Vergleich zu den anderen beiden Materialien ist Glas besonders empfindlich bei Erschütterungen und Stürzen. Des Weiteren sind diese Flaschen in der Regel am teuersten.

## Reinigung
Die Reinigung der Urinflasche ist in wenigen Schritten durchführbar. Kommt die Urinflasche mehrmals täglich zum Einsatz, ist das tageweise Ausspülen mit warmem Wasser ausreichend. In periodischen Abständen sollte die Urinente mit entsprechenden Bürsten, Reinigungsmitteln und hautverträglichen Desinfektionsmitteln gründlich gereinigt werden. Gegen hartnäckige Gerüche eignen sich entsprechende geruchsneutralisierende Reiniger.